# Моноенергизам
Моноенергизам (грч. μονοενεργητισμός) је христолошеко учење (проглашено за јерес) веома слично монотелитизму, с тим што се тврди да у Христу постоји само једно дејство (енергија). Међутим, православни не прихватају ово учење, пошто и Божанска и човечанска природа у Христу морају да имају и сопствену вољу и сопствену енергију (дејство) иначе би биле непотпуне.
Моноенегизм се развио у Византији почетком 7. века, у време цариградског патријарха Сергија I који је настојао да пронађе компромисна теолошка решења у циљу измирења са монофизитима.
Поред појма моноенергизам употребљава се и облик моноенергетство.